# Natsuo Kirino
Natsuo Kirino (Japans: 桐野夏生, Kirino Natsuo) (Kanazawa, 7 oktober 1951) is een Japanse misdaadauteur.
Kirino is de dochter van een architect en groeide op in verschillende Japanse steden, tot ze uiteindelijk in Tokio terechtkwam. Ze studeerde rechten en had daarna allerlei baantjes. Na de geboorte van haar dochter begon ze te schrijven. Haar eerste boek verscheen in 1993. Sindsdien heeft ze zestien romans en drie verzamelingen korte verhalen gepubliceerd. Out (1997) is haar eerste boek dat in het Nederlands werd vertaald (Nederlandse titel: De nachtploeg, 2005). In 2007 werd het boek Grotesk (Grotesque, 2003) uit het Engels vertaald en in het Nederlands uitgebracht en in 2009 werd het boek Echte Wereld in het Nederlands vertaald. Kirino heeft in haar land verschillende literaire prijzen gewonnen. Haar romans zijn ook verfilmd.
- Bibsys: 5036738
- Biblioteca Nacional de España: XX4430819
- Bibliothèque nationale de France: cb14409782p (data)
- CiNii: DA07820884
- Gemeinsame Normdatei: 124851754
- International Standard Name Identifier: 0000 0001 2126 1873
- Library of Congress Control Number: nr94032424
- Bibliotheek van het Japanse parlement: 00155081
- Nationale Bibliotheek van Tsjechië: xx0085391
- Nationale Bibliotheek van Israël: 987007307001205171
- Nationale Bibliotheek van Polen: a0000002699116
- Nederlandse Thesaurus van Auteursnamen: 238934942
- SNAC: w6xt0hs0
- Système universitaire de documentation: 063806177
- Virtual International Authority File: 29746857
- WorldCat: E39PBJp9qVvrYRcHd9y6pvppT3